# Tapeinosperma mackeei
Tapeinosperma mackeei är en viveväxtart som beskrevs av Maurice Schmid. Tapeinosperma mackeei ingår i släktet Tapeinosperma och familjen viveväxter. Inga underarter finns listade i Catalogue of Life.